# 歩兵第334連隊
歩兵第334連隊（ほへいだい334れんたい、歩兵第三百三十四聯隊）は、大日本帝国陸軍の連隊の一つ。

## 沿革
太平洋戦争末期の1945年（昭和20年）6月10日、第三次兵備により本土決戦に備え新設された第229師団の歩兵連隊の一つとして金沢で編成された。石川県杉森村付近にて訓練中に終戦を迎えた。

## 歴代連隊長
| 代 | 氏名       | 在任期間        | 出身校・期 | 備考 |
| -- | ---------- | --------------- | ---------- | ---- |
| 1  | 上野隆三郎 | 1945.7.1 - 終戦 | 陸士36期   | 中佐 |